# Liste der Gemeinden im Landkreis Cham

Karte des Landkreises Cham

Die Liste der Gemeinden im Landkreis Cham gibt einen Überblick über die Verwaltungseinheiten des Landkreises. Es gibt 39 politische Gemeinden, von denen 26 eine eigene Verwaltung haben, und 6 Verwaltungsgemeinschaften.

## Legende
- Verwaltungseinheit: Name der Gemeinde und Angabe der Gemeindeart: Gemeinde (–), Markt (M), Stadt (St), Große Kreisstadt (GKSt) oder Name der Verwaltungsgemeinschaft. Einheitsgemeinden wie auch Verwaltungsgemeinschaften sind fett gedruckt
- Wappen: Wappen der Gemeinde
- GT: Gemeindeteile der Gemeinde. Der Wiki-Link ist mit der Gemeindegliederung der jeweiligen Gemeinde verknüpft.
- VG: Zeigt ggf. an, ob eine Gemeinde zu einer Verwaltungsgemeinschaft gehört
- Karte: Zeigt die Lage der Gemeinde im Landkreis
- Fläche: Fläche der Stadt beziehungsweise Gemeinde, angegeben in Quadratkilometer
- Einwohner: Zahl der Menschen die in der Gemeinde beziehungsweise Stadt leben (Stand: 31. Dezember 2023[1])
- EW-Dichte: Angegeben ist die Einwohnerdichte, gerechnet auf die Fläche der Verwaltungseinheit, angegeben in Einwohner pro km2 (Stand: 31. Dezember 2023[2])
- Statistik: Link zur kommunalen Statistik des Bayerischen Landesamts für Statistik
- Website: Website der der Gemeinde bzw. der Verwaltungsgemeinschaft

## Gemeinden
| Verwaltungseinheit                  | Wappen                                            | GT | VG          | Karte                                                             | Fläche in km²   | Einwohner      | Einwohner je km² | Statistik | Website |
| ----------------------------------- | ------------------------------------------------- | -- | ----------- | ----------------------------------------------------------------- | --------------- | -------------- | ---------------- | --------- | ------- |
| Landkreis Cham                      | Wappen des Landkreises Cham                       |    |             | Der Landkreis Cham                                                | 1520,17 (100 %) | 130946 (100 %) | 86               | [ 3 ]     | [ 4 ]   |
| Verwaltungsgemeinschaft Falkenstein |                                                   |    | Falkenstein | Lage der Verwaltungsgemeinschaft Falkenstein im Landkreis Cham    | 105,42 (6.9 %)  | 7092 (5.4 %)   | 67               |           |         |
| Verwaltungsgemeinschaft Stamsried   |                                                   |    | Stamsried   | Lage der Verwaltungsgemeinschaft Stamsried im Landkreis Cham      | 52,55 (3.5 %)   | 3279 (2.5 %)   | 62               |           |         |
| Verwaltungsgemeinschaft Tiefenbach  |                                                   |    | Tiefenbach  | Lage der Verwaltungsgemeinschaft Tiefenbach im Landkreis Cham     | 66,67 (4.4 %)   | 2863 (2.2 %)   | 43               |           |         |
| Verwaltungsgemeinschaft Wald        |                                                   |    | Wald        | Lage der Verwaltungsgemeinschaft Wald im Landkreis Cham           | 70,71 (4.7 %)   | 4946 (3.8 %)   | 70               |           | [ 5 ]   |
| Verwaltungsgemeinschaft Walderbach  |                                                   |    | Walderbach  | Lage der Verwaltungsgemeinschaft Walderbach im Landkreis Cham     | 44,63 (2.9 %)   | 3737 (2.9 %)   | 84               |           | [ 6 ]   |
| Verwaltungsgemeinschaft Weiding     |                                                   |    | Weiding     | Lage der Verwaltungsgemeinschaft Weiding im Landkreis Cham        | 43,57 (2.9 %)   | 3343 (2.6 %)   | 77               |           |         |
| Arnschwang                          | Wappen der Gemeinde Arnschwang                    | 24 |             | Lage der Gemeinde Arnschwang im Landkreis Cham                    | 28,32 (1.9 %)   | 2048 (1.6 %)   | 72               | [ 7 ]     | [ 8 ]   |
| Arrach                              | Wappen der Gemeinde Arrach                        | 13 |             | Lage der Gemeinde Arrach im Landkreis Cham                        | 28,79 (1.9 %)   | 2304 (1.8 %)   | 80               | [ 9 ]     | [ 10 ]  |
| Bad Kötzting, St                    | Wappen der Gemeinde Bad Kötzting                  | 51 |             | Lage der Gemeinde Bad Kötzting im Landkreis Cham                  | 62,18 (4.1 %)   | 7493 (5.7 %)   | 121              | [ 11 ]    | [ 12 ]  |
| Blaibach                            | Wappen der Gemeinde Blaibach                      | 18 |             | Lage der Gemeinde Blaibach im Landkreis Cham                      | 17,02 (1.1 %)   | 1943 (1.5 %)   | 114              | [ 13 ]    | [ 14 ]  |
| Cham, St                            | Wappen der Gemeinde Cham                          | 53 |             | Lage der Gemeinde Cham im Landkreis Cham                          | 80,67 (5.3 %)   | 17593 (13.4 %) | 218              | [ 15 ]    | [ 16 ]  |
| Chamerau                            | Wappen der Gemeinde Chamerau                      | 20 |             | Lage der Gemeinde Chamerau im Landkreis Cham                      | 23,41 (1.5 %)   | 2576 (2 %)     | 110              | [ 17 ]    | [ 18 ]  |
| Eschlkam, M                         | Wappen der Gemeinde Eschlkam                      | 24 |             | Lage der Gemeinde Eschlkam im Landkreis Cham                      | 60,51 (4 %)     | 3337 (2.5 %)   | 55               | [ 19 ]    | [ 20 ]  |
| Falkenstein, M                      | Wappen der Gemeinde Falkenstein                   | 53 | Falkenstein | Lage der Gemeinde Falkenstein im Landkreis Cham                   | 45,46 (3 %)     | 3504 (2.7 %)   | 77               | [ 21 ]    | [ 22 ]  |
| Furth im Wald, St                   | Wappen der Gemeinde Furth im Wald                 | 37 |             | Lage der Gemeinde Furth im Wald im Landkreis Cham                 | 67,05 (4.4 %)   | 8998 (6.9 %)   | 134              | [ 23 ]    | [ 24 ]  |
| Gleißenberg                         | Wappen der Gemeinde Gleißenberg                   | 4  | Weiding     | Lage der Gemeinde Gleißenberg im Landkreis Cham                   | 15,40 (1 %)     | 860 (0.7 %)    | 56               | [ 25 ]    | [ 26 ]  |
| Grafenwiesen                        | Wappen der Gemeinde Grafenwiesen                  | 11 |             | Lage der Gemeinde Grafenwiesen im Landkreis Cham                  | 10,20 (0.7 %)   | 1552 (1.2 %)   | 152              | [ 27 ]    | [ 28 ]  |
| Hohenwarth                          | Wappen der Gemeinde Hohenwarth                    | 19 |             | Lage der Gemeinde Hohenwarth im Landkreis Cham                    | 24,22 (1.6 %)   | 1934 (1.5 %)   | 80               | [ 29 ]    | [ 30 ]  |
| Lam, M                              | Wappen der Gemeinde Lam                           | 28 |             | Lage der Gemeinde Lam im Landkreis Cham                           | 33,39 (2.2 %)   | 2720 (2.1 %)   | 81               | [ 31 ]    | [ 32 ]  |
| Lohberg                             | Wappen der Gemeinde Lohberg                       | 26 |             | Lage der Gemeinde Lohberg im Landkreis Cham                       | 59,25 (3.9 %)   | 1875 (1.4 %)   | 32               | [ 33 ]    | [ 34 ]  |
| Michelsneukirchen                   | Wappen der Gemeinde Michelsneukirchen             | 53 | Falkenstein | Lage der Gemeinde Michelsneukirchen im Landkreis Cham             | 32,85 (2.2 %)   | 1762 (1.3 %)   | 54               | [ 35 ]    | [ 36 ]  |
| Miltach                             | Wappen der Gemeinde Miltach                       | 26 |             | Lage der Gemeinde Miltach im Landkreis Cham                       | 25,25 (1.7 %)   | 2363 (1.8 %)   | 94               | [ 37 ]    | [ 38 ]  |
| Neukirchen beim Heiligen Blut, M    | Wappen der Gemeinde Neukirchen beim Heiligen Blut | 31 |             | Lage der Gemeinde Neukirchen beim Heiligen Blut im Landkreis Cham | 59,88 (3.9 %)   | 3701 (2.8 %)   | 62               | [ 39 ]    | [ 40 ]  |
| Pemfling                            | Wappen der Gemeinde Pemfling                      | 28 |             | Lage der Gemeinde Pemfling im Landkreis Cham                      | 44,53 (2.9 %)   | 2274 (1.7 %)   | 51               | [ 41 ]    | [ 42 ]  |
| Pösing                              | Wappen der Gemeinde Pösing                        | 2  | Stamsried   | Lage der Gemeinde Pösing im Landkreis Cham                        | 9,12 (0.6 %)    | 1006 (0.8 %)   | 110              | [ 43 ]    |         |
| Reichenbach                         | Wappen der Gemeinde Reichenbach                   | 7  | Walderbach  | Lage der Gemeinde Reichenbach im Landkreis Cham                   | 10,53 (0.7 %)   | 1340 (1 %)     | 127              | [ 44 ]    | [ 45 ]  |
| Rettenbach                          | Wappen der Gemeinde Rettenbach                    | 27 | Falkenstein | Lage der Gemeinde Rettenbach im Landkreis Cham                    | 27,11 (1.8 %)   | 1826 (1.4 %)   | 67               | [ 46 ]    | [ 47 ]  |
| Rimbach                             | Wappen der Gemeinde Rimbach                       | 18 |             | Lage der Gemeinde Rimbach im Landkreis Cham                       | 24,73 (1.6 %)   | 1818 (1.4 %)   | 74               | [ 48 ]    | [ 49 ]  |
| Roding, St                          | Wappen der Gemeinde Roding                        | 90 |             | Lage der Gemeinde Roding im Landkreis Cham                        | 113,69 (7.5 %)  | 13224 (10.1 %) | 116              | [ 50 ]    | [ 51 ]  |
| Rötz, St                            | Wappen der Gemeinde Rötz                          | 35 |             | Lage der Gemeinde Rötz im Landkreis Cham                          | 66,69 (4.4 %)   | 3328 (2.5 %)   | 50               | [ 52 ]    | [ 53 ]  |
| Runding                             | Wappen der Gemeinde Runding                       | 21 |             | Lage der Gemeinde Runding im Landkreis Cham                       | 20,94 (1.4 %)   | 2275 (1.7 %)   | 109              | [ 54 ]    | [ 55 ]  |
| Schönthal                           | Wappen der Gemeinde Schönthal                     | 19 |             | Lage der Gemeinde Schönthal im Landkreis Cham                     | 43,71 (2.9 %)   | 1971 (1.5 %)   | 45               | [ 56 ]    | [ 57 ]  |
| Schorndorf                          | Wappen der Gemeinde Schorndorf                    | 38 |             | Lage der Gemeinde Schorndorf im Landkreis Cham                    | 38,54 (2.5 %)   | 3027 (2.3 %)   | 79               | [ 58 ]    | [ 59 ]  |
| Stamsried, M                        | Wappen der Gemeinde Stamsried                     | 43 | Stamsried   | Lage der Gemeinde Stamsried im Landkreis Cham                     | 43,43 (2.9 %)   | 2273 (1.7 %)   | 52               | [ 60 ]    | [ 61 ]  |
| Tiefenbach                          | Wappen der Gemeinde Tiefenbach                    | 24 | Tiefenbach  | Lage der Gemeinde Tiefenbach im Landkreis Cham                    | 45,80 (3 %)     | 1876 (1.4 %)   | 41               | [ 62 ]    | [ 63 ]  |
| Traitsching                         | Wappen der Gemeinde Traitsching                   | 68 |             | Lage der Gemeinde Traitsching im Landkreis Cham                   | 45,42 (3 %)     | 4323 (3.3 %)   | 95               | [ 64 ]    | [ 65 ]  |
| Treffelstein                        | Wappen der Gemeinde Treffelstein                  | 16 | Tiefenbach  | Lage der Gemeinde Treffelstein im Landkreis Cham                  | 20,87 (1.4 %)   | 987 (0.8 %)    | 47               | [ 66 ]    | [ 67 ]  |
| Waffenbrunn                         | Wappen der Gemeinde Waffenbrunn                   | 19 |             | Lage der Gemeinde Waffenbrunn im Landkreis Cham                   | 25,16 (1.7 %)   | 2060 (1.6 %)   | 82               | [ 68 ]    | [ 69 ]  |
| Wald                                | Wappen der Gemeinde Wald                          | 41 | Wald        | Lage der Gemeinde Wald im Landkreis Cham                          | 37,78 (2.5 %)   | 3081 (2.4 %)   | 82               | [ 70 ]    | [ 71 ]  |
| Walderbach                          | Wappen der Gemeinde Walderbach                    | 25 | Walderbach  | Lage der Gemeinde Walderbach im Landkreis Cham                    | 34,10 (2.2 %)   | 2397 (1.8 %)   | 70               | [ 72 ]    | [ 73 ]  |
| Waldmünchen, St                     | Wappen der Gemeinde Waldmünchen                   | 62 |             | Lage der Gemeinde Waldmünchen im Landkreis Cham                   | 101,18 (6.7 %)  | 6781 (5.2 %)   | 67               | [ 74 ]    | [ 75 ]  |
| Weiding                             | Wappen der Gemeinde Weiding                       | 14 | Weiding     | Lage der Gemeinde Weiding im Landkreis Cham                       | 28,17 (1.9 %)   | 2483 (1.9 %)   | 88               | [ 76 ]    | [ 77 ]  |
| Willmering                          | Wappen der Gemeinde Willmering                    | 7  |             | Lage der Gemeinde Willmering im Landkreis Cham                    | 10,30 (0.7 %)   | 2081 (1.6 %)   | 202              | [ 78 ]    | [ 79 ]  |
| Zandt                               | Wappen der Gemeinde Zandt                         | 29 |             | Lage der Gemeinde Zandt im Landkreis Cham                         | 21,61 (1.4 %)   | 2087 (1.6 %)   | 97               | [ 80 ]    | [ 81 ]  |
| Zell                                | Wappen der Gemeinde Zell                          | 51 | Wald        | Lage der Gemeinde Zell im Landkreis Cham                          | 32,93 (2.2 %)   | 1865 (1.4 %)   | 57               | [ 82 ]    | [ 83 ]  |